# Laura Suarez
Laura Suarez (Río de Janeiro, RJ, 21 de noviembre de 1909 - Río de Janeiro, 6 de octubre de 1998) fue una actriz, cantante y compositora brasileña. Fue considerada una de las mujeres más bonitas durante su época.

## Biografía
Laura Suárez nació el 21 de noviembre de 1909 en la ciudad de Río de Janeiro. Su padre era dueño del hotel Balneário Ipanema. En 1929 fue elegida Miss Ipanema. En 1930 lanzó su primer disco, grabado en Brunswick. Compuso dos canciones para este disco que fueron Moreno, meu bem e Coco de Pagu y en colaboración con Henrique Vogeler compuso otras cuatro canciones más. Entre 1929 y 1931 grabó once discos con 22 canciones en el sello Brunswick, casi todas suyas.
Se casó con William Melniker, director general de Metro-Goldwyn-Mayer en América del Sur, en 1933, en una ceremonia íntima. En 1937, en Estados Unidos, apareció en el primer programa de televisión mundial, en NBC, en Nueva York, cantando piezas de Tchaikovsky.
Fue una de las estrellas de la compañía de teatro de Raul Roulien, con quien mantuvo un romance a principios de la década de 1940. Cacilda Becker estaba en la misma empresa y las dos tenían una buena relación.
Su última obra fue Frank Sinatra 4815, de João Bethencourt, en 1985, en el Teatro Mesbla, en Río de Janeiro.  
Falleció en Estados Unidos en 1998.

## Filmografía

### Cine
| Año  | Título                         | Papel                      |
| ---- | ------------------------------ | -------------------------- |
| 1967 | Uma Rosa para Todos            | Dona Natália               |
| 1962 | Sócio de Alcova                | Mãe de Marina              |
| 1959 | Mulheres, Cheguei!             | Amélia                     |
| 1958 | Pista de Grama                 |                            |
| 1958 | Um Desconhecido Bate à Porta   |                            |
| 1952 | A Mulher do Diabo              |                            |
| 1952 | Tudo Azul                      | Sofia                      |
| 1950 | A Inconveniência de Ser Esposa | Esposa                     |
| 1947 | O Malandro e a Grã-fina        | Grã-fina                   |
| 1943 | Samba em Berlim                | Leda Lea                   |
| 1941 | 24 Horas de Sonho              | Princesa Merly de Aubignon |
| 1941 | Céu Azul                       | Garota cantando            |
| 1938 | Venetian Moonlight             | Cantora                    |
| 1932 | Puxa!                          | Cantora                    |
| 1929 | As Flores de Uma Raça          | Ela Mesma                  |

### Televisión
| Año  | Título               | Papel    | Notas                 |
| ---- | -------------------- | -------- | --------------------- |
| 1978 | Te Contei?           | Magda    |                       |
| 1973 | Carinhoso            | Marieta  |                       |
| 1961 | Grande Teatro Tupi   |          | Episodio: "O Milagre" |
| 1959 | Teledrama            |          |                       |
| 1956 | Teatro de Variedades |          | Episodio: "Conflito"  |
| 1937 | When They Play Waltz | Cantante |                       |

### Teatro
- Frank Sinatra 4.815 (1985)
- No Sex... Please! (1978)
- Dr. Knock (1974)
- O Cavalo Desmaiado (1967)
- O Vestido Lilás de Valentine (1966)
- Solo (1964-1965)
- A Voz Humana (1964-1965)
- A Cegonha Se Diverte (1962)
- O Amor em Hi-Fi (1960)
- Brasileiros em Nova York (1959)
- Tia Mame (1959)
- Gigi (1958)
- Loucuras de Mamãe (1957)
- Aconteceu Naquela Noite (1956)
- Também os Deuses Amam (1954)
- Jezabel (1952, 1953)
- A Inconveniência de Ser Esposa (1950)
- Mulher por Um Minuto (1949)
- Noites de Carnaval (1948)
- Deusa de Todos Nós (1947)
- Na Pele do Lobo (1942)
- Alguns Abaixo de Zero (1941)
- Novíssima (1932)